# Susanna Mälkki
Susanna Mälkki   (Hèlsinki, 13 de març de 1969) Susanna Ulla Marjukka Mälkki és una directora d’orquestra i violoncel·lista finlandesa. És coneguda com a especialista del repertori de la música contemporània.

## Biografia
Mälkki és filla de Pirkko Liisa Vainio i del científic marí Pentti Mälkki. Va començar a aprendre violí, piano i violoncel en la joventut i, finalment, va centrar els estudis en el violoncel, que va continuar amb Hannu Kiiski. Més tard va estudiar direcció d'orquestra amb Jorma Panula, així com amb Eri Klas i Leif Segerstam, a l'Acadèmia Sibelius. També va estudiar a Londres, a l'Acadèmia Reial de Música. Participà en un taller de direcció de l'Acadèmia Sibelius al Carnegie Hall el 1998, sota la supervisió de Panula i Esa-Pekka Salonen.
El 1994, Mälkki va obtenir el 1r premi al Concurs Nacional de Violoncel de Turku. De 1995 a 1998 va ser la primera violoncel·lista a l'Orquestra Simfònica de Göteborg, sota la direcció de Neeme Järvi. Després va deixar el seu lloc a Göteborg per dedicar-se a la direcció.

## Trajectòria com a directora
Molt activa en el camp de l'òpera contemporània, l'any 1999 Susanna Mälkki va dirigir la creació finlandesa de Powder Her Face, de Thomas Adès, al Festival Musica Nova de Hèlsinki. Això donà peu que Adès invités Mälkki a ser la seva assistent en pròximes representacions d'aquesta òpera a l'Almeida Theatre a Londres on, com ella explica: "vaig acabar dirigint algunes de les performances". De 2002 a 2005 va ser la directora musical (artística) de l'Orquestra Simfònica de Stavanger.
L'any 2004 va dirigir Neither, de Morton Feldman, amb la Simfònica i cor nacional danès de Copenhaguen, així com L'Amour de loin, de Kaija Saariaho, a l'Òpera Nacional de Finlàndia, que va dirigir de nou a l'Holland Festival de 2005 i a la primavera de 2006 a Hèlsinki. El seu debut amb l'Ensemble Intercontemporain (EIC) va ser l'agost de 2004, amb un programa de Harrison Birtwistle al Festival de Lucerna. Va dirigir The Rosenkavalier, de Richard Strauss, a l'Òpera Nacional de Finlàndia el desembre de 2005.
Es va convertir en directora musical de l'EIC el 2006, essent la primera dona a ocupar el càrrec. Va servir com a directora fins a 2013. Des de llavors manté una residència a París. El novembre de 2006 va crear, a Viena, el nou oratori de Kaija Saariaho, La Passion de Simone, amb la Klangforum Wien. Fora d'Europa, va fer el seu debut a Nova Zelanda el novembre de 2006 amb la New Zealand Symphony Orchestra.
El seu debut a la BBC Proms va ser el juliol de 2007, dirigint la London Sinfonietta. Dirigí el concert del 30è aniversari de l’EIC, juntament amb Pierre Boulez i Peter Eötvös. Des de llavors manté una residència a París. El seu debut nord-americà va ser el febrer de 2007 amb la Saint Louis Symphony Orchestra. L'any 2010 va ser convidada per primera vegada a dirigir l'Orquestra Filharmònica de Los Angeles. El 2011 va dur a terme l'estrena mundial de l'obra de Luca Francesconi, l'òpera Quartett a La Scala de Milà convertint-se en la primera dona de la història en dirigir una producció d'òpera a la història del teatre. També va rebre la Medalla Pro Finlandia de l'Ordre de Lleó de Finlàndia, un dels més alts honors de Finlàndia.
El maig de 2013 va ser nomenada principal directora convidada de l'Orquestra Gulbenkian, amb un contracte inicial de tres anys, a partir de juliol de 2013. El setembre de 2014, Mälkki va ser nomenada propera directora titular de l'Orquestra Filharmònica de Hèlsinki, a partir de la tardor de 2016, essent la primera dona a ser nomenada per a aquest lloc. Va ser nomenada Oficial de l'Orde de les Arts i les Lletres de França.
L'Orquestra Filharmònica de Los Angeles va anunciar el seu nomenament com a pròxima principal directora invitada, a partir del començament de la temporada 2017-2018, amb un contracte inicial de tres anys. És la primera dona directora a ser nomenada directora principal invitada de la Filharmònica de Los Angeles. El desembre de 2016 Mälkki va fer el seu debut a l'Òpera Metropolitana amb la primera producció de L'Amour de loin, de Kaija Saariaho. Va ser la quarta dona a dirigir una producció de l'Òpera Metropolitana, i la primera a ser presentada a la sèrie Metropolitan Opera Live en HD. Va ser nomenada Chevalier de la Légion d'honneur a França.
L'octubre de 2017, la Filharmònica de Hèlsinki va anunciar l'extensió del seu contracte com a directora principal fins a 2021. És membre de la Royal Academy of Music de Londres i membre de la Kungliga Musikaliska Akademien d'Estocolm. L'octubre de 2016 va ser nomenada directora de l'any 2017 de Musical Amèrica, i el novembre de 2017 va rebre el Premi de Música del Consell Nòrdic. El juny de 2019, l’Orquestra Filharmònica de Hèlsinki va anunciar una nova extensió del seu contracte com a directora principal fins al 2023, amb una opció d’extenció adicional de 2 anys després de 2023.
Mälkki va estrenar Innocence, de Saariaho, al Festival d'Aix-en-Provence. El desembre del 2021, l'Orquestra Filharmònica de Hèlsinki anuncià que Malkki es retiraria com a directora en cap a finals de la temporada 2022-23 per després acceptar el títol de conductora emèrita en cap amb l'orquestra.
Ha actuat en el Gran Teatre del Liceu de Barcelona, durant la temporada 2022-23, amb Il trittico, de Puccini, una producció que va ser considerada per la crítica operística de Catalunya el millor espectacle de la temporada.

## Discografia
Mälkki ha enregistrat dues obres de Stuart MacRae per al segell NMC, Dues Escenes de la Mort del Comte Ugolino i Motus. Amb l'EIC, ha dut a terme enregistraments de la música de Bruno Mantovani, Luca Francesconi, Philippe Manoury, Michael Jarrell, Pierre Jodlowski, i Yann Robin, tots per al segell Kairos.
| Any  | Disco                                                                      | Orquestra / Ensemble                                        | Solistes                                     | Discografica      |
| ---- | -------------------------------------------------------------------------- | ----------------------------------------------------------- | -------------------------------------------- | ----------------- |
| 2006 | Stuart MacRae: Violin Concerto                                             |                                                             | Cristian Tetzlaff Loré Lixenberg             | NMC Recordings    |
| 2007 | David Sawer: From Morning to Midnight (symphonic suite)                    | BBC Symphony Orchestra Birmigham Contemporary Music Group   |                                              | NMC Recordings    |
|      | Pulkkis: Enchanted Garden / Flute Concerto / Symphonic Dali                | Stavanger Symphony Orchestra                                | Sharon Bezaly Jaakko Kusisto                 | BIS               |
|      | Tiensuu: Minds and Moods                                                   | Tempere Philarmonic Orchestra                               | Juanito Lagerspetz                           | ALBA              |
| 2008 | Jukka Tiensuu: nemo - Puro - Spiriti                                       | Avanti! Chamber Orchestra                                   | Kari Kriikku Mikko Luoma                     | ALBA              |
|      | Mantovani: La Sette Chiese                                                 | IRCAM - Centre Pompidou Ensemble Interconterporain          |                                              | KAIROS            |
|      | Francesconi: Etymo / Da capo / A Fulco / Animus                            | Ensemble Interconterporain                                  | Barbara Hannigan Pablo Márquez Benny Sluchin | KAIROS            |
| 2009 | Jarrell: Cassandre                                                         | IRCAM - Centre Pompidou Ensemble Interconterporain          | Astrid Bas                                   | KAIROS            |
|      | Manoury: Fragments Pour Un Portrait                                        | IRCAM Ensemble Interconterporain                            | Christophe Desjardins                        | KAIROS            |
|      | Gleichzeit: Eine musikalische Zeitreise                                    | Junge Deutsche Philarmonie                                  | Marco Blaauw                                 |                   |
| 2010 | Loutsland: Symphonic Works by Arvid Kleven                                 | Stavanger Symphonic Orchestra                               |                                              | BIS               |
| 2011 | Jodlowski: Drones, Barbarisme and Dialog / No Dialog                       | Ensemble Intecontemporain                                   | Pierre Jodlowski Sophia Cherrie              | KAIROS            |
|      | Mahler: Kidertotenlieder; Lieder eines fahrenden Gesellen; Rückert Lieder  | Gothenburg Symphony Orchestra                               | Karina Karneus                               | BIS               |
| 2012 | Gander: Monsters and Angels                                                | Arditti Quartet Nueue Vocalsolisten Stuttgart ORF RSO Viena |                                              | KAIROS            |
|      | Yann Robin: Vulcano/Art of Metal I - III                                   | IRCAM - Centre Pompidou Ensemble Interconterporain          | Alain Billard                                | KAIROS            |
| 2014 | Horizon 4                                                                  | Royal Concertgebouw Orchestra                               |                                              | RCO               |
| 2016 | Cheung: Dystemporal                                                        | Ensemble Interconterporain                                  | Ancho y cheung                               | WERGO             |
| 2019 | Bartók: The Wooden Prince; The Miraculous Mandarín Suite                   | Helsinki Philarmonic Orchestra                              |                                              | BIS               |
| 2020 | Zemlinsky: Sinfonietta, Op. 23; Six Songs, Op. 13 “Maeterlinck - Songs”    | ORF Viena Radio Symphony Orchestra                          | Petra Lang Siegfried Lorenz                  | Digital Capriccio |
|      | Ammann, Ravel and Bartók Piano Concertos                                   | Helsinki Philarmonic Orchestra                              | Andreas Haefliger                            | BIS               |
| 2021 | Bartók: Bluebeard’s Castle                                                 | Helsinki Philarmonic Orchestra                              | Mila Kares Szilvia Vörös                     | BIS               |
|      | Bartók: Concerto for Orchestra / Music for Strings, Percussion and Celesta | Helsinki Philarmonic Orchestra                              |                                              | BIS               |
| 2022 | Steve Reich: “Runner” and “Music for Ensemble and Orchestra”               | Los Angeles Philarmonic                                     |                                              |                   |